# ويليام روبرت دينيسون ويجينز
الدكتور ويليام روبرت دينيسون ويجينز زميل كلية الجراحين الملكية (4 أبريل 1913 - 17 أكتوبر 1992) كان طبيبًا وجامعًا للطوابع البريطانية ولقد حصل في عام 1963 على ميدالية كروفورد من الجمعية الملكية للطوابع في لندن عن عمله طوابع البريد لبريطانيا العظمى الجزء الثاني.

## المؤلفات
- طوابع البريد لبريطانيا العظمى الجزء الأول.
- طوابع البريد لبريطانيا العظمى الجزء الثاني.
- صيغةالأبجدية الثانية The plating of alphabet II : plates 1 to 21, AA to TL. 1974.
- طوابع منقوشة (محفورة) بالخط البريطاني: طبعات مُصلَّحة British line engraved stamps : repaired impressions : 1855-1879, one penny die II. Robson Lowe, 1982.